# Liste des édifices religieux de Sienne

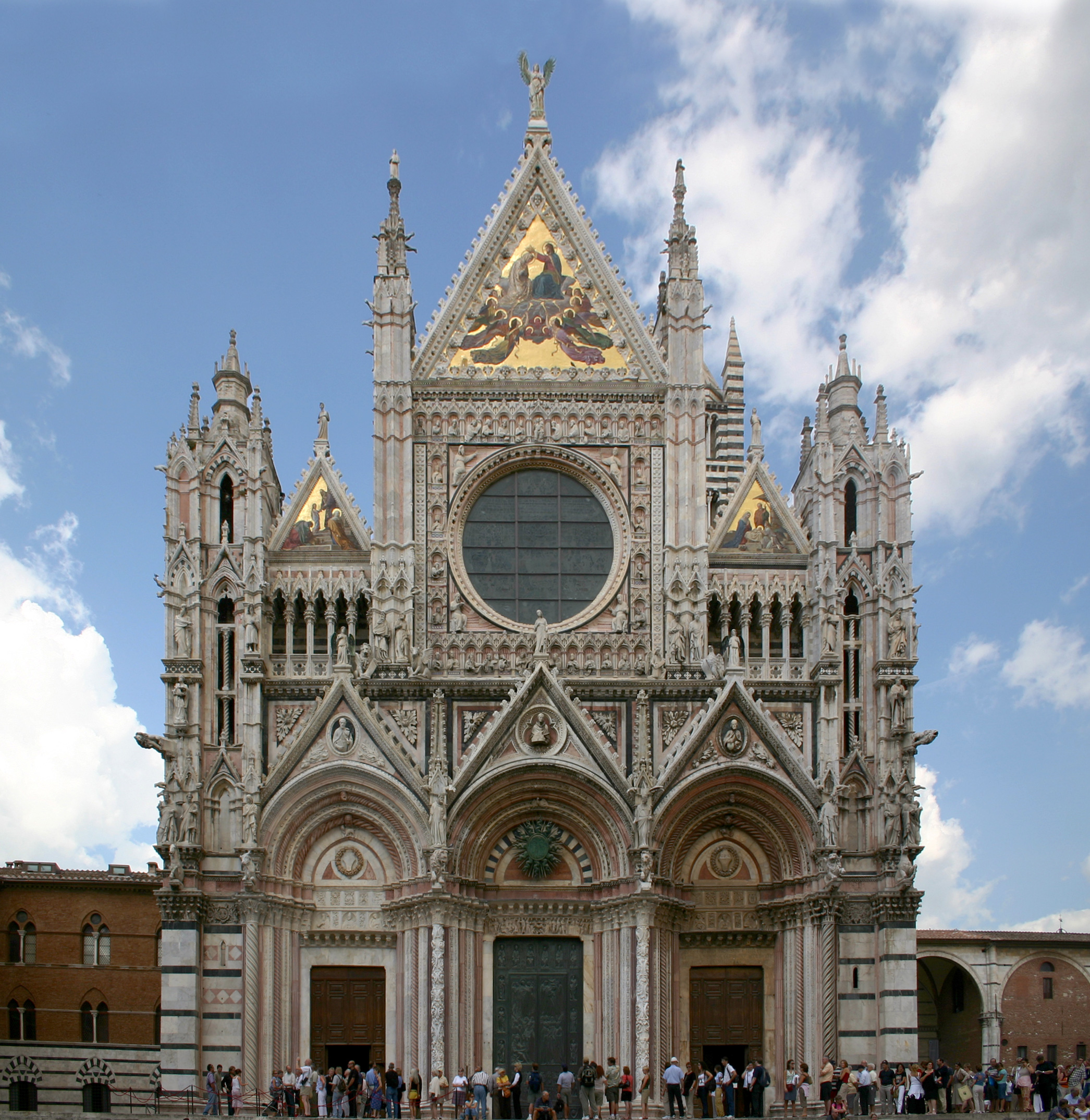
Le Duomo de Sienne

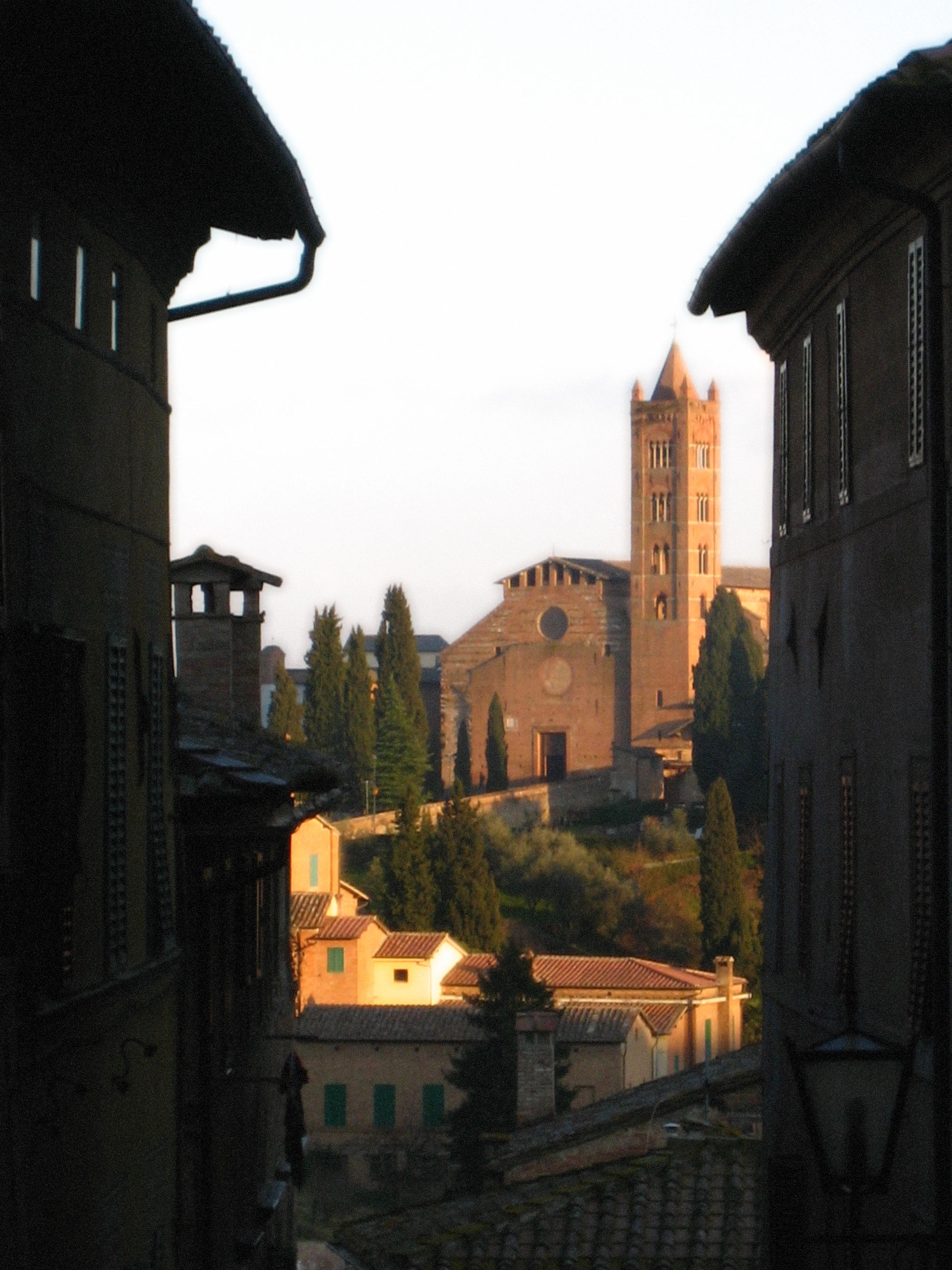
Basilica di San Clemente in Santa Maria dei Servi

Cette liste des édifices religieux de Sienne, recense les édifices consacrés à la religion de la ville de Sienne. 

## Cathédrale

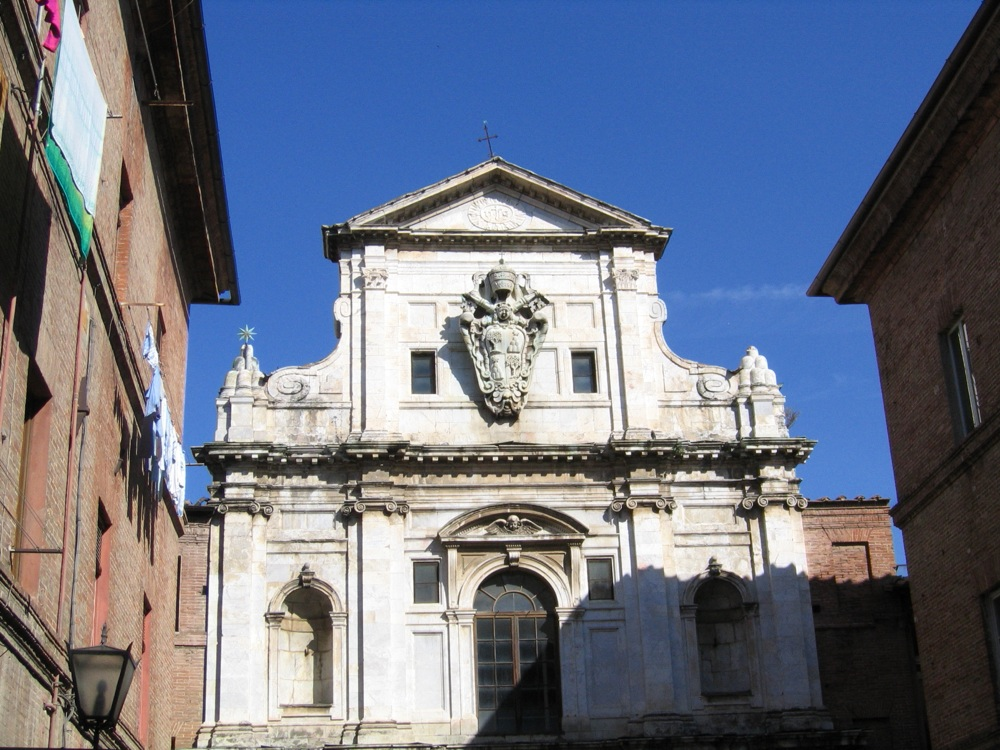
San Raimondo

- Cattedrale di Santa Maria Assunta (Dôme de Sienne), piazza del Duomo
- Baptistère  San Giovanni
- Crypte du Duomo découverte en 1999 et accessible depuis 2002.

## Basiliques et sanctuaires
- Basilica di San Clemente in Santa Maria dei Servi (Sienne) in Piazza Manzoni
- Basilica di San Domenico in Via Camporegio
- Basilica di San Francesco in Piazza San Francesco
- Basilica dell'Osservanza
- Sanctuaire de sainte Catherine de Sienne, colline de  Sant'Antonio

## Églises, oratoires, chapelles
- Chiesa di Sant'Agostino sul Prato Sant'Agostino

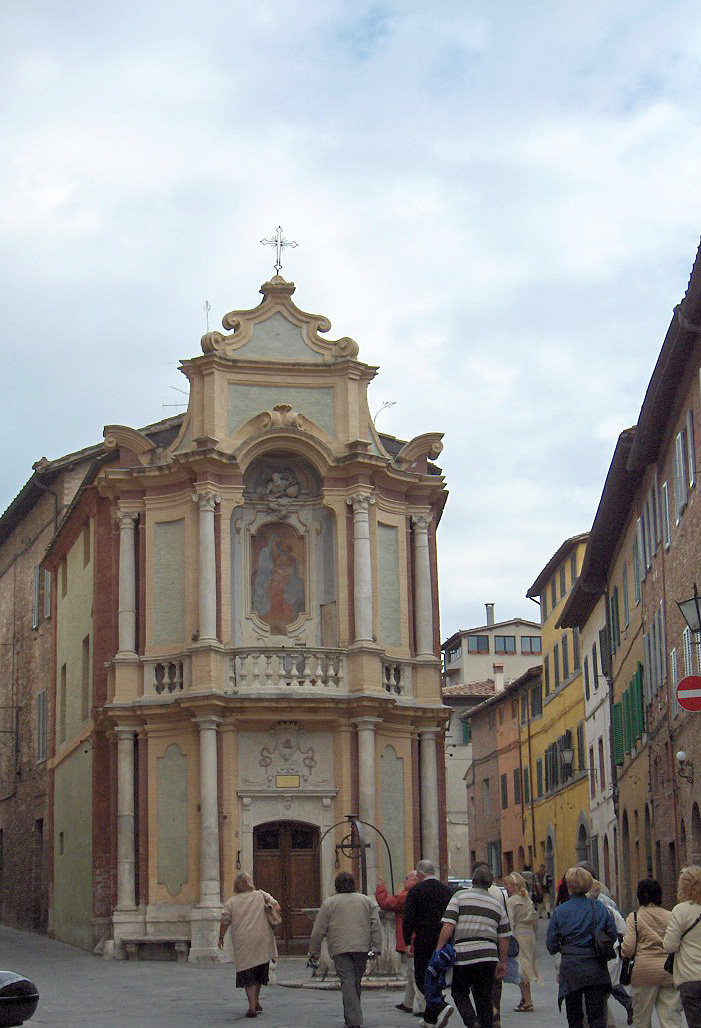
Église de la Contrade de la Chiocciola

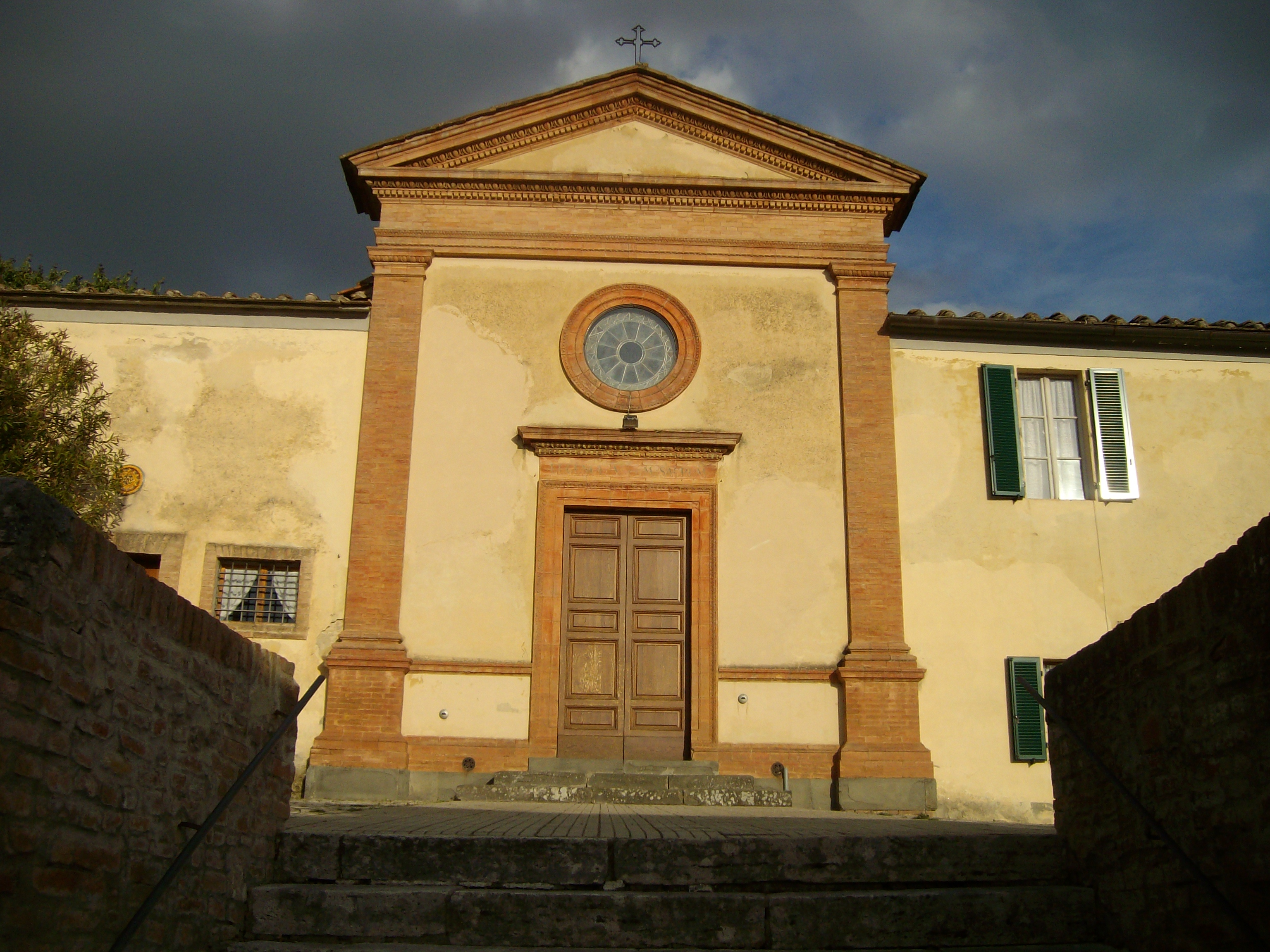
Sant'Eugenia

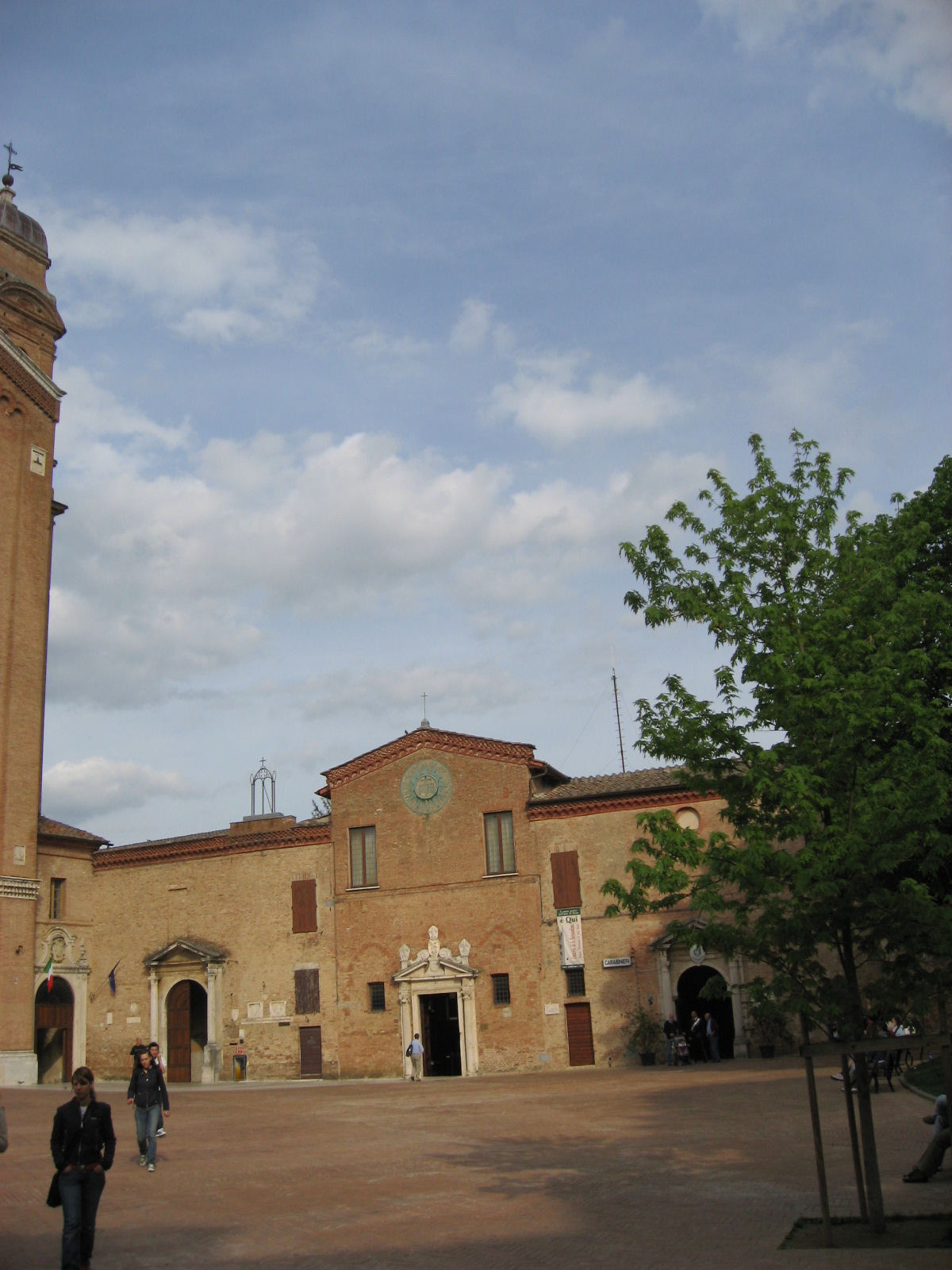
Parvis de San Francesco et le couvent devenu faculté.

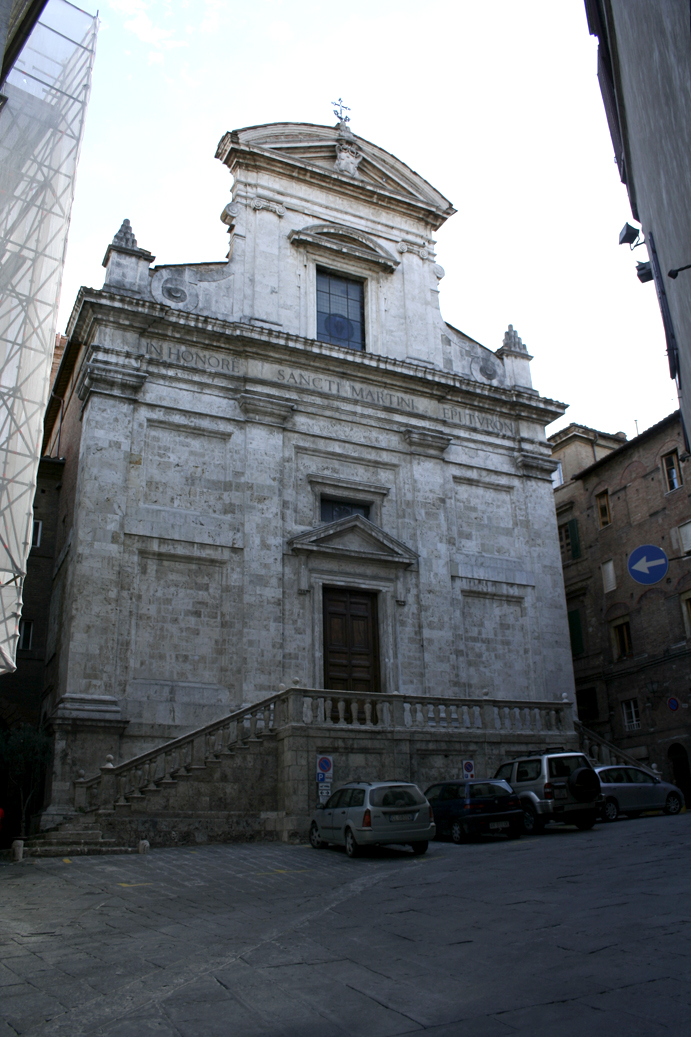
San Martino

- Chiesa di Sant'Andrea in via Montanini, 142
- Oratorio di Sant'Anna in Sant'Onofrio
- Chiesa della Santissima Annunziata (Ospedale di Santa Maria della Scala) in piazza Duomo
- Chiesa di Sant'Antonio da Padova (Civetta) in via Cecco Angiolieri
- Oratorio di Sant'Antonio da Padova (Tartuca) in via Tommaso Pendola
- Oratorio dell'Arciconfraternita della Misericordia (Sant'Antonio Abate) in via del Porrione
- Oratorio di San Bernardino al Prato
- Chiesa delle Carceri di Sant'Ansano
- Oratorio di Santa Caterina, piazza Giacomo Matteotti 19
- Chiesa delle Clarisse
- Oratorio della Compagnia della Santissima Trinità, via di Valdimontone
- Oratorio della Compagnia di San Bernardino
- Chiesa del Corpus Domini
- Chiesa di San Cristoforo, piazza Tolomei
- Oratorio della Santa Croce di Gerusalemme
- Chiesa di San Donato, piazza dell'Abbadia
- Chiesa di Sant'Egidio
- Chiesa di Sant'Elisabetta della Visitazione
- Chiesa di Sant'Eugenia, via Santa Eugenia, 101
- Chiesa di San Gaetano di Thiene, via dei Pispini
- Chiesa di San Giacinto
- Chiesa di San Giacomo via di Salicotto
- Chiesa di San Giorgio, via Pantaneto
- Chiesa di San Giovanni Battista, via del Casato
- Chiesa di San Giovannino della Staffa, Piazzetta Virgilio Grassi
- Chiesa e Convento di San Girolamo
- Chiesa e Convento di San Girolamo in Campansi
- Chiesa di San Giuseppe,via di Fontanella
- Chiesa di San Leonardo (déconsacrée)
- Oratorio dei Santi Ludovico e Gherardo
- Chiesa e Convento della Maddalena
- Cappella della Madonna del Rosario (déconsacrée)
- Chiesa di San Mamiliano in Valli in via Enea Silvio Piccolomini, 159
- Chiesa dei Santi Margherita e Matteo
- Chiesa e Convento di Santa Margherita in Castelvecchio
- Chiesa di Santa Maria degli Angeli in Valli
- Chiesa di Santa Maria delle Nevi
- Chiesa di Santa Maria di Provenzano, piazza Provenzano
- Chiesa di Santa Maria in Portico a Fontegiusta in via di Fontegiusta
- Chiesa della Maria Santissima del Rosario
- Chiesa e Convento di Santa Marta
- Chiesa di San Martino, via del Porrione
- Chiesa e Convento di Santa Mustiola (sconsacrata)
- Chiesa di San Niccolò
- Chiesa e Convento di San Niccolò del Carmine, via Pian dei Mantellini
- Chiesa dei Santi Niccolò e Lucia, via Pian dei Mantellini
- Oratorio del Nome di Gesù, via del Comune
- Chiesa di San Pellegrino alla Sapienza
- Chiesa di Santa Petronilla
- Chiesa di San Pietro a Ovile
- Chiesa di San Pietro alla Magione, via Camollia
- Chiesa di San Pietro alle Scale, via San Pietro, 35
- Chiesa dei Santi Pietro e Paolo,via San Marco
- Chiesa dei Santi Quirico e Giulitta
- Chiesa di San Raimondo
- Oratorio di San Rocco,via Vallerozzi
- Église du Santuccio
- Chiesa di San Sebastiano, piazzetta della Selva
- Chiesa di San Sebastiano in Vallepiatta
- Chiesa e Convento delle Sperandie
- Chiesa di Santo Spirito, piazza Santo Spirito
- Chiesa di Santo Stefano alla Lizza
- Oratorio del Suffragio, via delle Vergini
- Oratorio di Santa Teresa
- Chiesa di San Vigilio
- Oratorio dei Santi Vincenzo e Atanasio

## Tabernacles
- Antiporto di Camollia
- Cappella di Piazza
- Madonna del corvo

## Confessions non catholiques
- Synagogue de Sienne, 14 Vicolo delle Scotte,
- Temple évangélique de Sienne, 42 Via Pian d'Ovile,